# Покрајински секретаријат за здравство
Покрајински секретаријат за здравство је један од покрајинских секретаријата Покрајинске владе Војводине. Тренутни покрајински секретар је Милан Попов.

## Надлежности
Покрајински секретаријат за здравство у складу са законима и осталим прописима је надлежна за:
- уређивање питања од покрајинског значаја у здравству и здравственом осигурању и унапређивању заштите здравља, здравствених и фармацеутских служба на територији АП Војводине
- утврђивање мера за обезбеђивање и спровођење здравствене заштите од интереса за грађане на територији АП Војводине, као и мере за обезбеђивање и спровођење делатности у области јавног здравља од интереса за грађане АП Војводине
- доношења посебних програма здравствене заштите за поједине категорије становништва, односно врсте болести које су специфичне за АП Војводину, а за које није донет посебан програм здравствене заштите на републичком нивоу
- доношење посебаног програма из области јавног здравља за територију АП Војводине
- оснивање здравствене установе (опште болнице, специјалне болнице, клинике, институти, клинички центар, завод односно институт за јавно здравље, завод за трансфузију крви и завод за антирабичну заштиту) и врше оснивачка права над њима
- предлагање плана мреже здравствених установа за територију АП Војводине
- давање мишљења о укидању, спајању и подели здравствених установа чији је оснивач АП Војводина
- утврђивање недељног распореда рада, почетак и завршетак радног времена у здравственој установи чији је оснивач
- утврђивање недељног распореда рада, почетак и завршетак радног времена здравствених установа и приватне праксе на територији АП Војводине за време епидемије и отклањања последица проузрокованих елементарним и другим већим непогодама и ванредним приликама на територији АП Војводине
- утврђивање минимума процеса рада за време штрајка здравствених установа на територији АП Војводине
- оснивање Здравственог савета Војводине и Етичког одбора Војводине
- предлагање директора Покрајинског завода за здравствено осигурање и доносе мере за обезбеђивање и спровођење делатности у области јавног здравља од интереса за грађане АП Војводине
- обављање извршних, стручних и развојних послова покрајинске управе, вршење надзора и праћење спровођења прописа
- праћење и помагање у раду здравствених установа чији су оснивачи органи АП Војводине
- давање предлога министру надлежном за послове здравља за утврђивање броја приправника у здравственим установама са седиштем на територији АП Војводине, које су здравствене установе дужне да приме за обављање приправничког стажа на годишњем нивоу
- давање предлога министру надлежном за послове здравља за план развоја кадра у здравству за установе које се налазе на територији АП Војводине
- давање предлога министру надлежном за послове здравља за утврђивање референтних здравствених установа за поједине области здравствене делатности на територији АП Војводине
- давање мишљења на предлог за добијање назива примаријус за докторе медицине, докторе стоматологије и дипломиране фармацеуте с територије АП Војводине
- сарађивање са хуманитарним и стручним организацијама, савезима и удружењима у области здравства
- формирање базе података из области здравства
- праћење рада здравствених служби на територији АП Војводине
- у области санитарног надзора, у складу са законом, обавља поверене послове државне управе, који су законом поверени органима АП Војводине. Доноси решење о одређивању зона санитарне заштите изворишта на територији АП Војводине.
- обављање и друге послове када му је то законом, покрајинском скупштинском одлуком или другим прописом поверено

## Организационе целине
Покрајински секретаријат за здравство је организован на:
- Сектор за здравство
- Сектор за санитарни надзор и јавно здравље
- Одељење за економско-финансијске и правне послове